# Jules of the Strong Heart
Jules of the Strong Heart er en amerikansk stumfilm fra 1918 af Donald Crisp.

## Medvirkende
- George Beban som Jules Lemaire
- Helen Jerome Eddy som Joy Farnsworth
- Charles Ogle som Tom Farnsworth
- Raymond Hatton som Ted Kendall
- Guy Oliver som Big Jim Burgess